# 마오안잉
마오안잉(중국어: 毛岸英 Máo Ànyīng[*], 모안영, 1922년 10월 24일~1950년 11월 25일)은 마오쩌둥과 두 번째 부인 양카이휘 사이에서 태어난 큰 아들이다.

## 생애
마오안잉은 1922년 후난성 창사에서 태어났다. 그의 아버지 마오쩌둥은 1927년 추수 봉기 이후에 도주하면서 가족과 헤어졌는데 마오안잉의 어머니 양카이휘는 1930년 국민당에 의해 처형당했다. 이후 마오안잉과 그의 동생은 국민당의 추적을 피해 상하이로 도주했으며 그 곳에서 공산당 지하 조직의 보호를 받았다.
1936년 마오안잉은 파리로 건너가 다시 모스크바로 갔고 거기서 가명으로 공부했다. 제2차 세계 대전이 발발하자 소련군에 들어가 동부전선에 참전하였다. 전쟁이 끝나고 중국으로 돌아와 1949년 10월 류쓰치(刘松林)과 결혼하였다.
1950년 한국전쟁이 발발하자 중국인민지원군이 결성되었고 마오안잉은 이 부대에 지원하여 펑더화이의 러시아어 통역관으로 펑과 함께 압록강을 건넜다.
마오안잉은 한국전쟁에 참전한 지 약 한 달 만인 1950년 11월 25일 평안북도 동창군 대유동에서 미군 전투기 폭격으로 전사했다. 11월 24일 두대의 정찰기(P-61 Black Widows)가 떠서 중국군의 위치를 탐지하였으며, 다음 날 정오에 4개의 네이팜탄을 투하하였다. 그 중 하나가 마오안잉이 있는 동굴 근처에 떨어져 사망을 하게 된 것이다. 그의 사망경위는 2가지 설이 있는데 공통점은 박일우가 선물한 달걀이다. 첫번째 설은 그 달걀을 삶아 먹으려다가 변을 당했다는 설이고 두번째 설은 그 달걀로 볶음밥을 해먹으려다 변을 당했다는 설이다.
그의 유해는 평안남도 회창군 인민지원군 총사령부 열사릉원에 묻혔다.

## 일화
마오안잉이 한국전에 참전하려고 할 때 중국인민지원군 총사령관 펑더화이 등은 마오쩌둥의 장남인 그의 참전을 처음에 꺼려하여 마오쩌둥에게 말려달라고 부탁했다. 마오쩌둥은 이에 대해 “그는 어쨌든 마오쩌둥의 아들이다.”라고 하며 참전을 반대하지 않았다고 전한다. 다른 인민들도 자식을 전쟁에서 잃었을 것임을 생각하여 마오쩌둥 주석은 아들의 시신을 가져오지 않았고, 훗날 '지도자라면 모범을 보여야 하는 것 아닌가?'라는 생각에 아들의 참전을 말리지 않았다고 기억했다.
펑더화이는 마오안잉 전사 소식을 마오쩌둥에게 직보하지 않고, 저우언라이에게만 보고하였다. 저우언라이는 이 소식을 수뇌부 사이에서 공유하였으나 마오쩌둥에게는 당분간 알리지 않도록 하였다. 결국 마오안잉이 전사한 지 1개월도 넘은 1951년 1월에 중국인민지원군의 제3차 전역이 감행된 이후에야 마오쩌둥의 비서 예즈룽이 이 소식을 전하였다. 마오쩌둥은 아들의 전사 소식을 듣고 담배를 물고 한동안 말문을 열지 못하더니 “전쟁에는, 희생이 따르는 법이지…….”라고 했다고 전한다.

## 같이 보기
- 장웨이궈
- 프랑스 황태자 나폴레옹